# Бланкстейн, Сесил Н.
Сесил Нэт Бланкстейн (Cecil Nat Blankstein, 15 августа 1908, Виннипег, Манитоба, Канада — 20 июня 1989, Иерусалим, Израиль) — известный канадский и израильский архитектор.

## Биография
Его отец был архитектором в Одессе и эмигрировал в Канаду в 1904 году. Бланкстейн окончил Университет Манитобы. Первые архитектурные проекты он завершил, ещё будучи студентом. Впоследствии по его проектам было построено множество архитектурных сооружений в Канаде.
В конце жизни переехал в Израиль, где проектировал жилую застройку высокой плотности в Иерусалиме.

## Основные проекты и постройки
- Вилвуд Парк, Виннипег, Канада
- Муниципалитет, Виннипег, Канада
- Аэропорт, Виннипег, Канада
- Торговый центр Поло Парк, Виннипег, Канада
- Синагога Шаарей Цедек, Виннипег, Канада.
- Канадская Национальная Художественная Галерея, Оттава, Канада
- Ветеранский госпиталь, Монреаль, Канада
- Французский Холм, Иерусалим, Израиль.